# Leif Silbersky

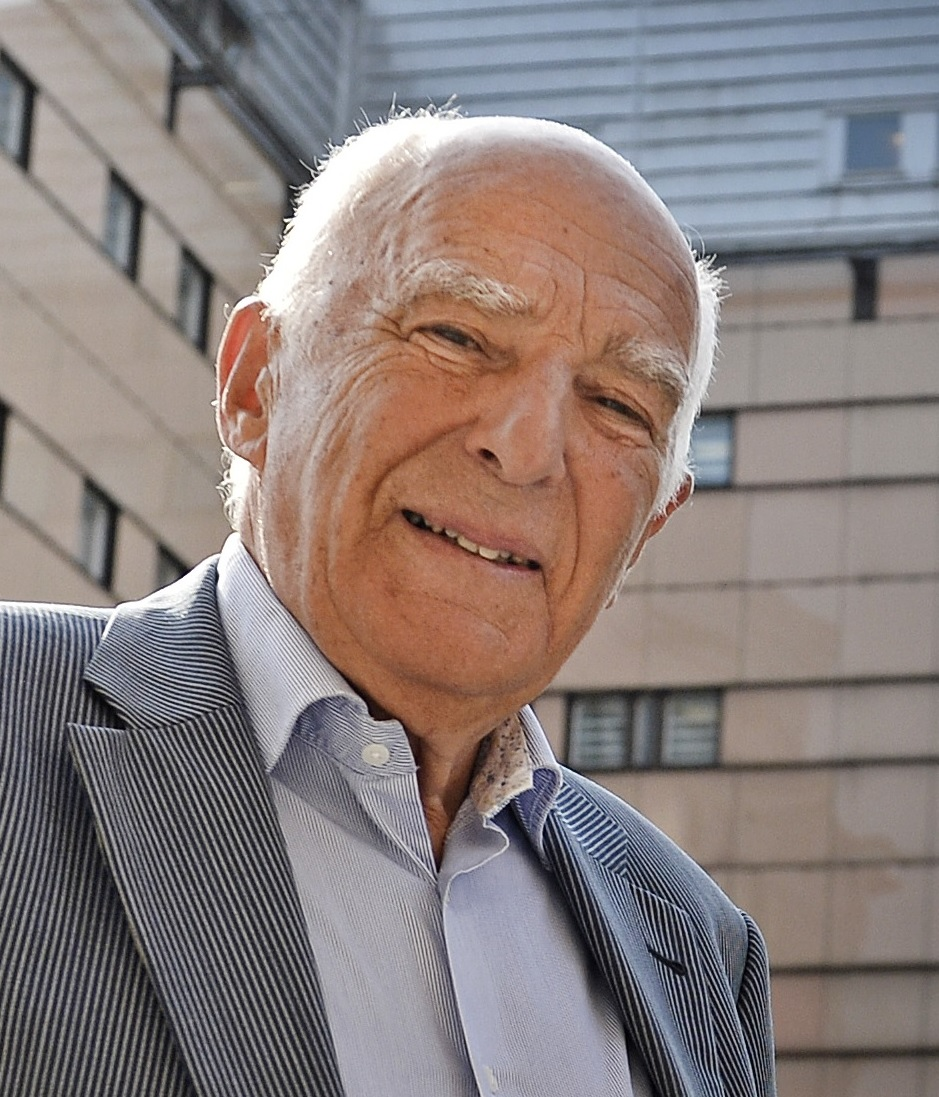
Leif Silbersky

Filip Leif Silbersky (* 8. März 1938 in Malmö; † 20. Dezember 2024) war ein schwedischer Strafverteidiger und Schriftsteller.

## Leben und Werk
Leif Silbersky war ein weithin bekannter schwedischer Rechtsanwalt und Autor. Er lebte in Stockholm. Silbersky war ein so genannter Promi-Anwalt, der insbesondere durch die Mandatierung bekannter Menschen wie der Sozialdemokratin Anna Sjödin oder des Eishockey-Stars Janne Karlsson aufgefallen ist. 2010 vertrat er unter anderem den wegen Vergewaltigung verdächtigen Wikileaks-Gründer Julian Assange.

## Werke
zusammen mit dem Autor Olov Svedelid
- Mord bäste broder (1974)
- Anbud från döden (1975)
- Döden skriver brev (1976)
- Sista vittnet (1977), also in English: The last witness.
- Straffspark (1978)
- Bländverk (1979)
- Målbrott (1980)
- Dödens barn (1981)
- Dina dagar är räknade (1982)
- Ont blod (1983)
- Villfarelsen (1984)
- Villebrådet (1985)
- Bilden av ett mord (1986)
- Narrspel (1988)
- Sprängstoff (1989)
- En röst för döden (1990)
- Döden tar inga mutor (1992)
- Och tiden den stod stilla (1992)
- Svart är dödens färg (1993)
- Skrivet i blod (1994)
- Den stora tystnaden (1995)
- Gå i döden (1996)
- Mördaren har inga vänner (1998)
- Den sista lögnen (2000)
- Upplösningen (2002)